# Guercino

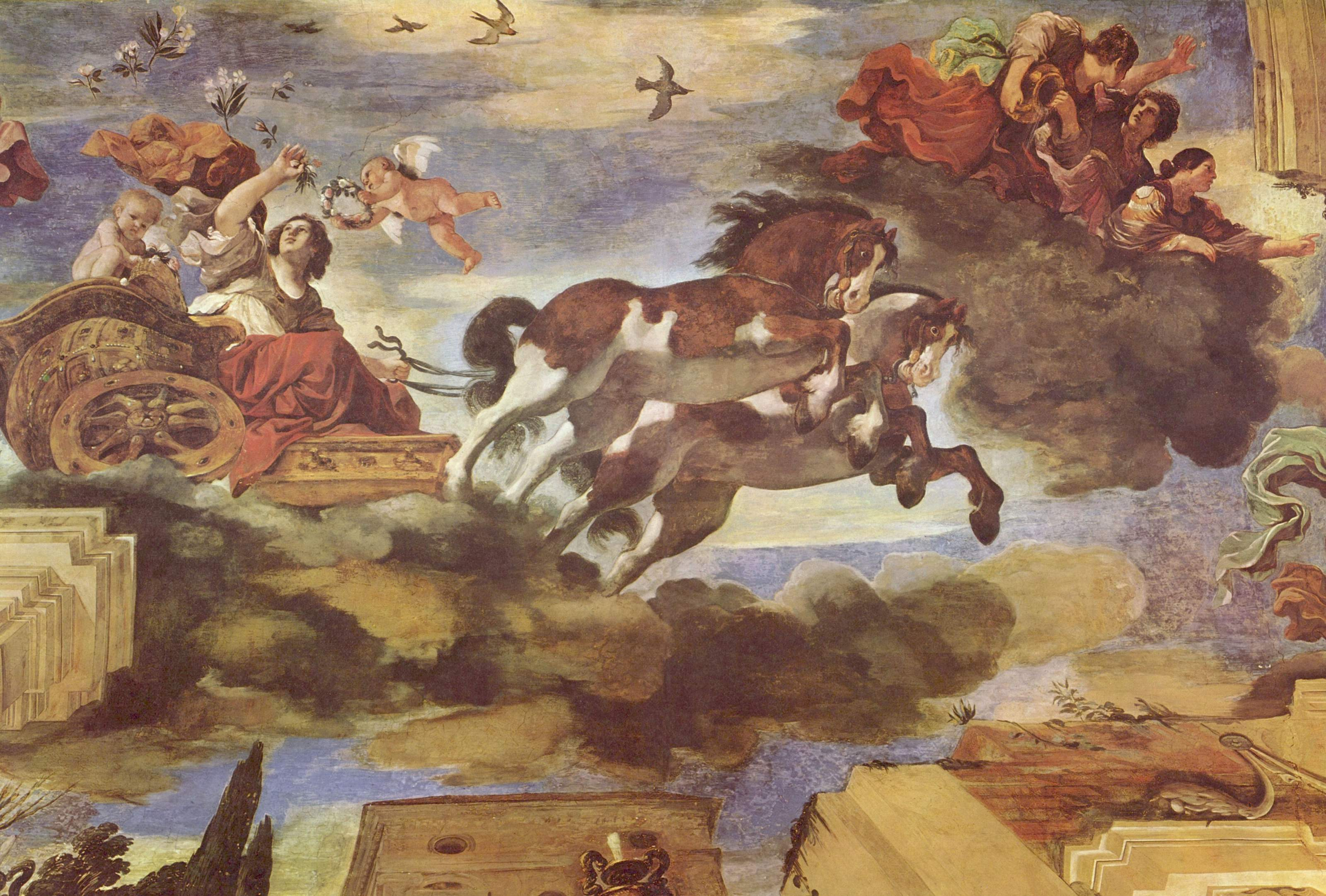
Aurora (1621; fresk). Casino Aurora, Villa Ludovisi, Rom.

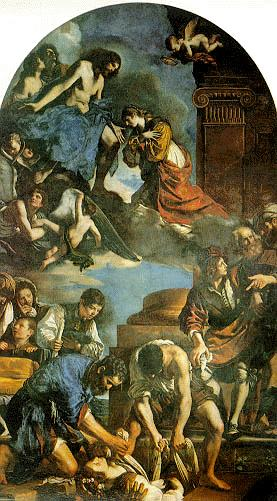
Den heliga Petronillas begravning och mottagning i himlen.

Guercino eller Il Guercino, egentligen Giovanni Francesco Barbieri, född 8 februari 1591 i Cento nära Bologna, död 22 december 1666 i Bologna, var en italiensk målare under barocken.

## Biografi
Tidigt utövade Carracciakademin, Caravaggio och Bolognaskolan ett viktigt inflytande på Guercinos utveckling. Mellan åren 1616 och 1621 skapade han, i några märkliga altaruppsatser, en koloristisk, målerisk stil som kulminerade i Aurora. Denna pregnanta, illusionistiska målning blev förebild för många takmålningar under barocken och inbjuder till en intressant jämförelse med Guido Renis mera behärskade behandling av samma motiv (1613) i Casino Rospigliosi-Pallavicini i Rom.
Därtill bidrog förmodligen en resa till Venedig 1618, där han studerade Tizian s verk. Genom sina stora altartavlor fick han inflytande i Bologna. Till Rom kallades han 1621 för att måla påve Gregorius XVI:s porträtt. Här tillkom även Aurorafresken i Casino Ludovisi. För Peterskyrkan utförde han också altarbilden Den heliga Petronillas begravning och mottagning i himlen (1621–1622, nu i Kapitolinska galleriet), där Guercino övergav sitt kraftfulla manér från Aurora-fresken för den typ av klassicism som Carracci representerade. Styrkan och originaliteten i Guercinos verk försämrades dock märkbart allteftersom han drogs in i motreformationens fastslagna bildprogram; han utförde en rad oinspirerade altartavlor.
I sin hemstad Cento tillbringade han därefter åren 1623–1642; vid sin rival Renis död 1642 övertog Guercino dennes verkstad i Bologna. I det kungliga biblioteket i Windsor finns den största samlingen av Guercinos teckningar.
Två dukar på Nationalmuseum i Stockholm tillskrivs Guercino.